# Perks and Tit
A Perks and Tit a Deep Purple koncertalbuma. A felvétel 1974. április 9-én készült a San Diego Sports Arena-ban a Burn turné alatt (3 nappal a nevezetes California Jam után). A lemez a 30 éves évfordulón, 2004-ben jelent meg.
Bár a koncert jól sikerült, nem készült róla teljes felvétel. Hivatalosan nem akarták rögzíteni, csak a hangmérnökök készítettek felvételt maguknak a beállítások könnyítésére. A felvételekről hiányzik a You Fool No One és a Space Truckin' – a CD 50 perces hosszával szemben a koncert 80 perces volt. A hanganyag bootlegként terjedt a hivatalos kiadásig.

## Számok listája
1. "Burn" – 8:46
2. "Might Just Take Your Life" – 4:41
3. "Lay Down Stay Down" – 4:48
4. "Mistreated" – 12:00
5. "Smoke on the Water" – 10:28
6. "Keyboard Solo" – 4:31

## Előadók
- David Coverdale – ének
- Glenn Hughes – basszusgitár, ének
- Ritchie Blackmore – gitár
- Jon Lord – billentyűk
- Ian Paice – dob